# Plan Fer-à-cheval
 (novembre 2020).
Améliorez-le ou discutez des points à vérifier. 
 (mars 2022).
Le plan Fer-à-cheval (en allemand Hufeisen Plan) ou plan Potkova est un plan présumé de nettoyage ethnique instauré par le gouvernement yougoslave contre les Albanais, lors de la guerre du Kosovo. C’est le ministre allemand de la Défense Rudolf Scharping qui, le 9 avril 1999,, affirma l’existence de ce plan serbe qui aurait été « élaboré et longuement préparé par le gouvernement Milošević, pour expulser la totalité de la population albanaise du Kosovo ou pour l’exterminer par un nettoyage ethnique ». L’existence réelle d’un tel plan n’a pas pu être prouvée jusqu’à présent et la procureure Carla Del Ponte n’y a même pas fait référence dans l’acte d’accusation contre Slobodan Milošević en 1999 puis en 2001. Sur le plan lexical, les linguistes ont aussitôt tiqué en constatant que le prétendu plan avait été baptisé potkova, ce qui signifie certes « fer à cheval » mais en croate : en serbe, l’opération aurait dû s’appeler potkovica[réf. nécessaire].

## Campagne de désinformation
Dans un excès de zèle, pour que la Bulgarie rentre dans l’OTAN, les services secrets bulgares ont compilé du « matériel analytique non structuré » et l’ont transmis aux Allemands. Le ministère allemand des Affaires étrangères transmet ces « renseignements » au ministère de la Défense qui, selon l’hebdomadaire allemand Die Woche, en aurait tiré la conclusion qu’il existait un  « plan » préconçu.
Le 8 avril 1999, le  ministre de la défense allemand, le social-démocrate Rudolf Scharping présente à Bonn ce plan baptisé « Fer à cheval », selon lequel « les forces serbes de Slobodan Milosevic auraient prévu, dès la fin 1998, de prendre en étau la population albanaise du Kosovo pour l’expulser de la province. »,,,,,,, » Rudolf Scharping prétend que les Serbes commettent un « génocide », « jouent au football avec des têtes coupées, dépècent des cadavres, arrachent les fœtus des femmes enceintes tuées et les font griller ». 
Plusieurs journaux français, dont La Croix ou Le Monde, se font le relais des rumeurs propagées par le ministère allemand de la Défense. Ainsi, en première page de l'édition du Monde du 8 avril 1999, un article de Daniel Vernet annonce : « Ce plan “Fer à cheval” qui programmait la déportation des Kosovars ». L'article est suivi deux jours plus tard, par une « Une » qui titre « Comment [Slobodan] Milošević a préparé l’épuration ethnique ». Le quotidien va jusque reproduire l'intégralité d'une note de synthèse distribuée aux journalistes par l'inspecteur général de l'armée allemande. Le 12 avril 1999, Pierre Georges, directeur adjoint de la rédaction, admet dans un entretien accordé à Marianne, que la rédaction, dirigée par Edwy Plenel, a « fait le choix de l’intervention ».
Le journal de TF1 du 20 avril 1999 affirme que les Serbes ont tué « de 100 000 à 500 000 personnes » et le Daily Mirror rapporte que les Serbes incinèrent leurs victimes dans des « fourneaux, du genre de ceux utilisés à Auschwitz ».

## Accusation de faux
Le 10 janvier 2000, l'hebdomadaire Der Spiegel affirme que le plan est un faux.
Le 8 février 2001, la chaîne allemande ARD diffusa un documentaire intitulé « Au commencement fut le mensonge », qui mit en cause la crédibilité des témoins cités dans le document, tentant ainsi de démontrer qu'il n'y avait jamais eu de « plan Fer-à-cheval » et qu'il s'agissait d'un faux (campagne d'« intoxication ») du gouvernement allemand. L'émission diffusa également une prise de position compromettante du porte-parole britannique de l'OTAN, Jamie Shea, à ce sujet : « Non seulement le ministre Scharping, mais aussi le chancelier Schröder et le ministre Fischer furent un exemple grandiose de leaders politiques qui ne s'alignent pas sur l'opinion publique mais savent la modeler. En dépit de fâcheux dommages collatéraux et malgré la durée des bombardements, ils ont su maintenir le cap. Si nous avions perdu le soutien de l'opinion publique allemande, nous aurions aussi perdu celui des pays partenaires. »
En mars 2000, l'ancien général de brigade de la Bundeswehr, Heinz Loquai, 61 ans, qui était en poste à cette époque à l'OSCE à Vienne, exprime dans un livre ses « doutes sur l’existence d’un tel document ». Rudolf Scharping doit alors admettre qu’il ne dispose pas d'une copie du « plan » original. Loquai affirme que ce « plan Fer à cheval » n'a jamais existé : il aurait été fabriqué au ministère allemand de la Défense, pour justifier a posteriori l'engagement allemand.
Les journalistes Jean-Arnault Dérens et Laurent Geslin qualifient pour leur part le plan Fer à cheval d'« archétype des fake news diffusées par les armées occidentales, repris par tous les grands journaux européens ».